# Berentz Béla
Berentz Béla (Budapest, 1941. október 1. –) magyar motorcsónak-versenyző.
1959-től 1981-ig  a Zalka Máté Motoros Klub tagja volt. Edzője Ámon Lajos. 1963-tól 1981-ig a magyar válogatott tagja volt. Hétszeres magyar bajnok, egy Eb 5., két Eb 6. és egy Eb 7. helyet szerzett illetve világbajnoki 6., 13, 14, 18., hellyel is büszkélkedhet. 1975-ben kapta meg az OTSH-tól (Országos Testnevelési- és Sporthivatal) az Érdemes Sportoló kitüntetést.

## Díjai, elismerései
- 1975 A Magyar Népköztársaság Érdemes Sportolója
- 1975, 1977 Az év motorcsónak versenyzője

## Eredményei
Sporthajóban gyorsasági versenyágban
- 1966: Szeged Eb 6. OB-500 cm³
- 1967: Szeged ob 1. OB-500 cm³
- 1968: Szeged ob 1. OB-500 cm³
- 1969: Makarska Eb 6., OB 2. OB-500 cm³

Siklóhajóban gyorsasági versenyágban
- 1971: ob 2. OB-500 cm³
- 1972: ob 1. OC-500 cm³
- 1973: Aschach vb 13., OB-350 cm³, Hannover vb 14., ob 2. OC-500 cm³
- 1974: Auronzo Eb 12., ob 2. OC-500 cm³
- 1975: Hanau vb 6., Skookloster Eb 7., ob 1,, Vác OB 2. OC-500 cm³
- 1976: Hanau EB 15., ob 3., Attersee ob 5., Bad-Saarow ob 6. OC-500 cm³
- 1977: OB 1., Baja ob 1., Saint-Fargeau Eb 5., 423p, OB 2., Breszt ob 3., Párkány ob 3. OC-500 cm³
- 1979: Imatra vb 18., OB 2., Baja ob 1. OC-500 cm³
- 1980: ob 3. OC-500 cm³